# Fédération du Kirghizistan de football
La Fédération du Kirghizistan de football (Football Federation of Kyrgyz Republic (en) FFKR) est une association regroupant les clubs de football du Kirghizstan et organisant les compétitions nationales et les matchs internationaux de la sélection du Kirghizistan.
La fédération nationale du Kirghizistan est fondée en 1992. Elle est affiliée à la FIFA depuis 1994 et est membre de l'AFC depuis 1994 également.